# Ryōtarō Hironaga
Ryōtarō Hironaga (japanisch 廣永 遼太郎 Hironaga Ryōtarō; * 9. Januar 1990 in Tanashi (heute Nishitokyo), Tokyo) ist ein japanischer Fußballspieler.

## Karriere

### Verein
Hironaga erlernte das Fußballspielen in den Jugendmannschaften des FC Tokyo. Seinen ersten Profivertrag unterschrieb er dort Anfang 2008. Der Verein spielte in der höchsten Liga des Landes, der J1 League. Im März 2008 wurde er an den Drittligisten Yokogawa Musashino ausgeliehen. 2009 kehrte er zu FC Tokyo zurück. Im August 2009 wurde er an den Zweitligisten Fagiano Okayama ausgeliehen. Für den Verein absolvierte er fünf Ligaspiele. 2011 kehrte er zum Zweitligisten FC Tokyo zurück. 2011 wurde er mit dem Verein Meister der J2 League und stieg in die J1 League auf. Im August 2014 wurde er an den Zweitligisten Kataller Toyama ausgeliehen. Für den Verein absolvierte er 11 Ligaspiele. 2015 wechselte er zum Erstligisten Sanfrecce Hiroshima. Für den Verein aus Hiroshima absolvierte er bis Ende 2020 ein Erstligaspiel. 2021 unterschrieb er einen Vertrag beim Ligakonkurrenten Vissel Kōbe. Am Ende der Saison 2023 feierte er mit dem Verein aus Kōbe die japanische Meisterschaft und wechselte anschließend weiter zu Tonan Maebashi in die sechstklassige Kantō Soccer League Division 2.

### Nationalmannschaft
Im Juli 2007 nahm der Torwart mit der japanischen U-17-Nationalmannschaft an der Weltmeisterschaft in Südkorea teil und kam dort beim Vorrundenaus in allen drei Gruppenspielen zum Einsatz.

## Erfolge
FC Tokyo
- Japanischer Ligapokalsieger: 2009 (ohne Einsatz)
- Japanischer Pokalsieger: 2011 (ohne Einsatz)

Sanfrecce Hiroshima
- Japanischer Meister: 2015 (ohne Einsatz)
- Japanischer Vizemeister: 2018 (ohne Einsatz)
- Japanischer Supercup-Sieger: 2016 (ohne Einsatz)

Vissel Kōbe
- Japanischer Meister: 2023 (ohne Einsatz)